# Pacific Life Open 2004
Pacific Life Open 2004 — тенісний турнір, що проходив на відкритих кортах з твердим покриттям. Це був 31-й за ліком Мастерс Індіан-Веллс. Належав до серії Мастерс в рамках Туру ATP 2004, а також до серії Tier I в рамках Туру WTA 2004. І чоловічий і жіночий турніри відбулись у Indian Wells Tennis Garden в Індіан-Веллсі (США) з 10 до 21 березня 2004 року.

## Переможниці та фіналістки

### Одиночний розряд, чоловіки
Роджер Федерер —  Тім Генмен 6–3, 6–3
- Для Федерера це був 3-й титул за сезон і 20-й - за кар'єру. Це був його 1-й титул Мастерс за сезон і 2-й - за кар'єру.

### Одиночний розряд, жінки
Жустін Енен-Арденн —  Ліндсі Девенпорт 6–1, 6–4
- Для Енен-Арденн це був 4-й титул за сезон і 20-й — за кар'єру. Це був її 1-й титул Tier I за сезон і 6-й — за кар'єру.

### Парний розряд, чоловіки
Арно Клеман /  Себастьян Грожан —  Вейн Блек /  Кевін Ульєтт 6–3, 4–6, 7–5
- Для Клемана це був 1-й титул за рік і 5-й - за кар'єру. Для Грожана це був єдиний титул за сезон і 7-й - за кар'єру.

### Парний розряд, жінки
Вірхінія Руано Паскуаль /  Паола Суарес —  Світлана Кузнецова /  Олена Лиховцева 6–1, 6–2
- Для Руано Паскуаль це був 2-й титул за сезон і 29-й — за кар'єру. Для Суарес це був 2-й титул за сезон і 36-й — за кар'єру.